# Microcharops plaumanni
Microcharops plaumanni är en stekelart som beskrevs av Gupta 1987. Microcharops plaumanni ingår i släktet Microcharops och familjen brokparasitsteklar. Inga underarter finns listade i Catalogue of Life.